# 부다페스트 교외 철도

부다페스트 교외 철도 로고

부다페스트 교외 철도(헝가리어: Budapesti Helyiérdekű Vasút)는 헝가리 부다페스트 내부와 주변 지역을 운행하는 철도 시스템이다. 4개의 통근 철도 노선과 고속철도를 운영한다.